# 鴨良弼
鴨 良弼（かも よしすけ、1909年〈明治42年〉9月23日 - 1994年〈平成6年〉5月4日）は、日本の法学者・裁判官・教育者。刑事訴訟法学者。東北大学名誉教授。東北大学法学部教授を経て、一橋大学法学部で刑事訴訟法講座の初代教授を務めた。

## 履歴
1909年、福島県石城郡湯本町生まれ。1929年、青山師範学校を卒業。卒業後は、東京の旧制尋常小学校に教員として勤務した。1940年、司法試験（旧制）合格。九州帝國大学法文学部に入学し、1941年に卒業。司法修習生（旧制）となる。
1942年、東京地方裁判所判事。1944年からは秋田地方裁判所判事。その後、仙台地方裁判所判事を経て、1952年東北大学法学部助教授に着任。1956年東北大学法学部教授に昇進。1966年、東北大学を退官し、東北大学名誉教授となった。その後は一橋大学法学部民事訴訟法講座教授となった。1968年に同刑事訴訟法講座が開設された際には初代教授となった。1973年に一橋大学を停年退官。その後は非常勤講師として同大学で教鞭をとった。一橋大学退任後は亜細亜大学法学部教授として教鞭をとる。1980年、亜細亜大学を退職。1994年5月4日、心不全のため死去、84歳没。

## 研究内容・業績
- 指導学生に椎橋隆幸中央大学名誉教授[3]、後藤昭一橋大名誉教授、守屋克彦元仙台高等裁判所秋田支部長[4][5]、米山耕二元一橋大専任講師[6]らがいる。

## 家族・親族
- 子：鴨武彦は政治学者。

## 著書
- 『訴訟對象論序説』有斐閣 1956年
- 『刑事証拠法』日本評論新社 1962年
- 『刑事訴訟における技術と倫理』日本評論社 1964年
- 『刑事訴訟法講義（青林講義シリーズ）』編著　青林書院新社 1969初版・1981年新版
- 『刑事訴訟法の新展開』日本評論社 1973年
- 『刑事再審の研究』成文堂 1980年